# Oka Nikolov
Oka Nikolov (Macedonisch: Ока Николов) (Erbach, 25 mei 1974) is een voormalige voetballer, die als doelman speelde. Hij kwam uit voor het eerste elftal van Eintracht Frankfurt en voor het Macedonisch voetbalelftal.

## Clubcarrière
Nikolov speelde in de jeugd bij SG Sandbach, Darmstadt 98 en Eintracht Frankfurt. Hij debuteerde op 9 september 1995 in de Bundesliga tegen FC Kaiserslautern. Sindsdien speelde hij in totaal 379 competitiewedstrijden voor Eintracht Frankfurt. Gedurende het seizoen 2012/13 verloor hij zijn basisplaats aan de zestien jaar jongere Kevin Trapp, die weggehaald werd bij het gedegradeerde FC Kaiserslautern. Hij heeft nog een doorlopend contract tot medio 2014.

## Interlandcarrière
Nikolov speelde tussen 1998 en 2001 vijf interlands voor Macedonië. Hij bezit sinds 1999 ook de Duitse nationaliteit. Onder leiding van bondscoach Gjoko Hadžievski maakte hij zijn debuut op 29 september 1998 in de vriendschappelijke thuiswedstrijd tegen Egypte (2-2). Hij viel in dat duel na 45 minuten in voor Gogo Jovčev. Andere debutanten namens Macedonië in die wedstrijd waren Vlatko Novakov, Blagoja Milevski, Vančo Trajčov en Goran Stankovski.
| Interlands van Oka Nikolov voor Macedonië | Interlands van Oka Nikolov voor Macedonië | Interlands van Oka Nikolov voor Macedonië | Interlands van Oka Nikolov voor Macedonië | Interlands van Oka Nikolov voor Macedonië | Interlands van Oka Nikolov voor Macedonië | Interlands van Oka Nikolov voor Macedonië |
| №                                         | Datum                                     | Wedstrijd                                 | Uitslag                                   | Competitie                                | Goals                                     |                                           |
| Als speler van Eintracht Frankfurt        | Als speler van Eintracht Frankfurt        | Als speler van Eintracht Frankfurt        | Als speler van Eintracht Frankfurt        | Als speler van Eintracht Frankfurt        | Als speler van Eintracht Frankfurt        | Als speler van Eintracht Frankfurt        |
| ----------------------------------------- | ----------------------------------------- | ----------------------------------------- | ----------------------------------------- | ----------------------------------------- | ----------------------------------------- | ----------------------------------------- |
| 1                                         | 29 september 1998                         | Macedonië – Egypte                        | 2 – 2                                     | Vriendschappelijk                         | 0                                         |                                           |
| 2                                         | 23 februari 2000                          | Macedonië - Joegoslavië                   | 1 – 2                                     | Vriendschappelijk                         | 0                                         |                                           |
| 3                                         | 29 maart 2000                             | Bosnië en Herzegovina - Macedonië         | 1 – 0                                     | Vriendschappelijk                         | 0                                         |                                           |
| 4                                         | 26 april 2000                             | Macedonië - Albanië                       | 1 – 0                                     | Vriendschappelijk                         | 0                                         |                                           |
| 5                                         | 14 november 2001                          | Hongarije - Macedonië                     | 5 – 0                                     | Vriendschappelijk                         | 0                                         |                                           |

Bijgewerkt t/m 14 november 2001

## Erelijst
Eintracht Frankfurt
- 2. Bundesliga

1998